# Мале
Мале (малд. , транслит. ) је главни и највећи град острвске републике Малдиви у Индијском океану. Град покрива целу површину острва Мале смештеног у атолу Кафу, иако се упркос том географском положају у административном смислу не сматра делом атола.
Мале је и главно средиште пословних и трговачких активности на Малдивима, а у њему се налази и трговачка поморска лука. Велики број владиних зграда и агенција налази се на обали. Међународни аеродром смештен је на оближњем острву Хулхуле, а тамо је смештена и база за хидроплане који се користе за унутрашњи транспорт. Град је подељен на четири дивизије које носе називе Хенвеиру, Галолху, Мафану и Мачанголхи. Са 153.379 становника према попису из 2014. године, и површини од 5,8 km², сматра се једним од најгушће насељених градова на свету.
Мале је 26. децембра 2004. погодио цунами изазван подводним земљотресом у Индијском океану и тада су биле поплављене две трећине града.

## Историја
Цела република Малдиви добила је име по свом главном граду. Први досељеници на Малдиве су народ Дравидијан који су дошли из јужне Индије и обала Цејлона. (данас Шри Ланка). Народ Гиравару чије се острво налази у атолу Мале (сада туристичко острво, након принудног исељења његових становника) сматрају да су њихови преци Тамили.
Мале су основали Португалци у XVI веку у време своје експанзионистичке политике према Индији.
Цунами у Индијском океану 2004. године који је погодио бројне државе погодио је и Малдиве. У целој републици 82 људи је изгубило живот, 26 је нестало, 4000 кућа је срушено а 12.000 људи је остало без крова над главом.

## Географија
Иако према географском положају припада атолу Кафу, у административном смислу не сматра се делом атола. Већи део града се налази на оству Мале по коме се и зове град. Још три острва чине град. Главна лука се налази на централном острву и служи као срце свих комерцијалних активности у земљи.
Централно острво је добро урбанизовано, а град заузима цело острво. Нешто мање од једне трећине становништва Малдива живи у главном граду, а број становника се повећао са 20.000 колико је било 1987. године на 100.000 људи 2006. године. Многи Малдивљани и страни радници који живе у другим деловима земље имају повременим боравак на острву, јер је центар администрације и бирократије.

### Клима
Мале има монсунску климу. Карактерише је кишовито време у периоду од маја до децембра док преостала четири месеца је суво време. За разлику од великог броја градова са овог поднебља, Мале има релативно сличну температуру току године целе године, са просечном температуром око 30 °C. Падне у просеку нешто више од 1600 {mm} падавина годишње. Релативна влажност ваздуха износи преко 70%, док је облачност између 6/10 и 9/10.
| Клима Малеа (Међународни аеродром Велана) 1981–2010, екстреми 1966–садашњост | Клима Малеа (Међународни аеродром Велана) 1981–2010, екстреми 1966–садашњост | Клима Малеа (Међународни аеродром Велана) 1981–2010, екстреми 1966–садашњост | Клима Малеа (Међународни аеродром Велана) 1981–2010, екстреми 1966–садашњост | Клима Малеа (Међународни аеродром Велана) 1981–2010, екстреми 1966–садашњост | Клима Малеа (Међународни аеродром Велана) 1981–2010, екстреми 1966–садашњост | Клима Малеа (Међународни аеродром Велана) 1981–2010, екстреми 1966–садашњост | Клима Малеа (Међународни аеродром Велана) 1981–2010, екстреми 1966–садашњост | Клима Малеа (Међународни аеродром Велана) 1981–2010, екстреми 1966–садашњост | Клима Малеа (Међународни аеродром Велана) 1981–2010, екстреми 1966–садашњост | Клима Малеа (Међународни аеродром Велана) 1981–2010, екстреми 1966–садашњост | Клима Малеа (Међународни аеродром Велана) 1981–2010, екстреми 1966–садашњост | Клима Малеа (Међународни аеродром Велана) 1981–2010, екстреми 1966–садашњост | Клима Малеа (Међународни аеродром Велана) 1981–2010, екстреми 1966–садашњост |
| Показатељ \ Месец                                                            | .Јан.                                                                        | .Феб.                                                                        | .Мар.                                                                        | .Апр.                                                                        | .Мај.                                                                        | .Јун.                                                                        | .Јул.                                                                        | .Авг.                                                                        | .Сеп.                                                                        | .Окт.                                                                        | .Нов.                                                                        | .Дец.                                                                        | .Год.                                                                        |
| ---------------------------------------------------------------------------- | ---------------------------------------------------------------------------- | ---------------------------------------------------------------------------- | ---------------------------------------------------------------------------- | ---------------------------------------------------------------------------- | ---------------------------------------------------------------------------- | ---------------------------------------------------------------------------- | ---------------------------------------------------------------------------- | ---------------------------------------------------------------------------- | ---------------------------------------------------------------------------- | ---------------------------------------------------------------------------- | ---------------------------------------------------------------------------- | ---------------------------------------------------------------------------- | ---------------------------------------------------------------------------- |
| Апсолутни максимум, °C (°F)                                                  | 32,8 (91)                                                                    | 32,6 (90,7)                                                                  | 33,2 (91,8)                                                                  | 35,0 (95)                                                                    | 34,2 (93,6)                                                                  | 34,9 (94,8)                                                                  | 33,4 (92,1)                                                                  | 33,4 (92,1)                                                                  | 32,5 (90,5)                                                                  | 33,0 (91,4)                                                                  | 32,7 (90,9)                                                                  | 33,5 (92,3)                                                                  | 35,0 (95)                                                                    |
| Максимум, °C (°F)                                                            | 30,4 (86,7)                                                                  | 30,8 (87,4)                                                                  | 31,4 (88,5)                                                                  | 31,7 (89,1)                                                                  | 31,3 (88,3)                                                                  | 30,8 (87,4)                                                                  | 30,7 (87,3)                                                                  | 30,5 (86,9)                                                                  | 30,3 (86,5)                                                                  | 30,3 (86,5)                                                                  | 30,2 (86,4)                                                                  | 30,1 (86,2)                                                                  | 30,7 (87,3)                                                                  |
| Просек, °C (°F)                                                              | 28,0 (82,4)                                                                  | 28,3 (82,9)                                                                  | 28,9 (84)                                                                    | 29,3 (84,7)                                                                  | 29,1 (84,4)                                                                  | 28,7 (83,7)                                                                  | 28,4 (83,1)                                                                  | 28,3 (82,9)                                                                  | 28,1 (82,6)                                                                  | 28,1 (82,6)                                                                  | 27,8 (82)                                                                    | 27,8 (82)                                                                    | 28,4 (83,1)                                                                  |
| Минимум, °C (°F)                                                             | 25,8 (78,4)                                                                  | 26,0 (78,8)                                                                  | 26,5 (79,7)                                                                  | 26,9 (80,4)                                                                  | 26,4 (79,5)                                                                  | 26,0 (78,8)                                                                  | 25,8 (78,4)                                                                  | 25,6 (78,1)                                                                  | 25,4 (77,7)                                                                  | 25,6 (78,1)                                                                  | 25,3 (77,5)                                                                  | 25,4 (77,7)                                                                  | 25,9 (78,6)                                                                  |
| Апсолутни минимум, °C (°F)                                                   | 20,6 (69,1)                                                                  | 22,6 (72,7)                                                                  | 22,4 (72,3)                                                                  | 21,8 (71,2)                                                                  | 20,6 (69,1)                                                                  | 22,1 (71,8)                                                                  | 22,5 (72,5)                                                                  | 21,0 (69,8)                                                                  | 20,5 (68,9)                                                                  | 22,5 (72,5)                                                                  | 19,2 (66,6)                                                                  | 22,0 (71,6)                                                                  | 19,2 (66,6)                                                                  |
| Количина кише, mm (in)                                                       | 100,1 (3,941)                                                                | 41,0 (1,614)                                                                 | 65,5 (2,579)                                                                 | 127,2 (5,008)                                                                | 202,6 (7,976)                                                                | 173,2 (6,819)                                                                | 175,0 (6,89)                                                                 | 188,6 (7,425)                                                                | 222,2 (8,748)                                                                | 212,5 (8,366)                                                                | 239,3 (9,421)                                                                | 226,3 (8,909)                                                                | 1.973,5 (77,697)                                                             |
| Дани са кишом (≥ 1.0 mm)                                                     | 11,4                                                                         | 6,2                                                                          | 8,5                                                                          | 11,7                                                                         | 12,9                                                                         | 9,6                                                                          | 12,2                                                                         | 12,2                                                                         | 12,8                                                                         | 15,6                                                                         | 14,1                                                                         | 15,4                                                                         | 142,5                                                                        |
| Релативна влажност, %                                                        | 78                                                                           | 76                                                                           | 76                                                                           | 78                                                                           | 80                                                                           | 80                                                                           | 79                                                                           | 80                                                                           | 80                                                                           | 80                                                                           | 81                                                                           | 80                                                                           | 79                                                                           |
| Сунчани сати — месечни просек                                                | 246,7                                                                        | 262,2                                                                        | 282,9                                                                        | 252,8                                                                        | 223,8                                                                        | 201,8                                                                        | 220,0                                                                        | 223,4                                                                        | 204,2                                                                        | 237,7                                                                        | 212,7                                                                        | 213,7                                                                        | 2.782                                                                        |
| Извор #1: World Meteorological Organization                                  |                                                                              |                                                                              |                                                                              |                                                                              |                                                                              |                                                                              |                                                                              |                                                                              |                                                                              |                                                                              |                                                                              |                                                                              |                                                                              |
| Извор #2: Meteo Climat (record highs and lows)                               |                                                                              |                                                                              |                                                                              |                                                                              |                                                                              |                                                                              |                                                                              |                                                                              |                                                                              |                                                                              |                                                                              |                                                                              |                                                                              |

## Становништво
Најранији досељеници су вероватно били из јужне Индије или са Шри Ланке. Они су имали језички и етнички идентитет Индијског потконтинента и нама су данас познати као Дивехи или Малдивци. Данашњи етнички идентитет представља мешавину култура народа насељених на острву. 2014. Мале је имао 153.379 становника.

### Језик
Званични језик је дивехи, иако има доста дијалеката. Највише распрострањен је мале.

### Валута
Званична валута која се користи на Малдивима је Малдивска руфија. Док стоти део Малдивске руфије чини 100 ларија.

### Вероисповест
Званична вероисповест, а уједно и вера којој припада највећи број становништва је сунитски ислам. То је огранак ислама којег следи између 85% и 90% свих муслимана. Краће називају се сунитским муслиманима, сунитима или сунијама.

## Знаменитости
Национални музеј
„Friday Mosque“
Исламски центар
Мулее Ааге палата
„Хукуру Мискиј“
Велиганду плажа

## Административна подела
Мале је подељен у шест дивизија, од којих су четири Хенвеиру, Галолху, Мафану и Мачанголхина на истоименом острву. Пета дивизија је острво Вилингили, бивше туристичко место и некадашњи затвор. Шеста дивизија је Хулхумале, вештачко острво насељено 2004. године. Поред тога, острво на коме се налази Аеродром Ибрахим Насир је део града.
| Бр. | Дивизија      | Површина (ha) | Становника 2006 | Густин насељености (km²) | Острво                |
| --- | ------------- | ------------- | --------------- | ------------------------ | --------------------- |
| 1   | Хенвеиру      | 59.1          | 23,597          | 39,927.2                 | Острво Мале           |
| 2   | Галолху       | 27.6          | 19,414          | 70,340.6                 | Острво Мале           |
| 3   | Мачанголхи    | 32.6          | 19,580          | 60,061.3                 | Острво Мале           |
| 4   | Мафану        | 75.9          | 29,964          | 39,478.3                 | Острво Мале           |
| 1-4 | Мале (острво) | 195.2         | 92,555          | 47,415.5                 | Острво Мале           |
| 5   | Вилимале      | 31.8          | 6,956           | 21,874.2                 | Вилингили             |
| 6   | Хулхумале     | 200.9         | 2,866           | 1,426.6                  | Вештачко острво       |
| -   | Хулхули       | 151.9         | 1,316           | 866.4                    | Аеродром              |
| -   | Гулхи Фалху   | -             | -               | -                        | Планирано острво лука |
|     | Мале (град)   | 579.8         | 103,693         | 17,884.3                 |                       |

Острво Мале је пето најгушће насељено острво у свету и 168. најмногољудније острво на свету. Пошто нема околних села, сва инфраструктура се налази у самом граду. Пијаћа вода се добија десалинирањем подземних вода из бунара дубоких 50 m методом повратне осмозе. Електрична енергија се производи у граду помоћу дизел агрегата. Канализација се непрочишћена шаље у море. Чврсти отпад се транспортује до оближњих острва, где се користи за попуњавање лагуне. Аеродром је изграђен на овај начин. Многе владине зграде и агенције се налазе на самој обали мора, а због великог броја становника острво је вештачки проширивано.

## Привреда
Туризам је највећа индустрија у Малдивима, што чини 28% БДП-а и више од 60% на Малдивима девизних прихода. Преко 90% пореских прихода владе долази од увозних дажбина и пореза везане за туризам. Мале као главни град има много туристичких атракција и одмаралишта. Централна лука Малдива налази се у Малеу. Два авио превозника Малдива: Maldivian и Flyme имају седиште у овом граду.

## Градско веће
Градско веће је орган локалне управе надлежан за управљање градом. Савет је настао 2011. године са доношењем закона о децентрализацији. Град је подељен на 11 политичких изборних јединица у којима се бира по један одборник. Већина садашњих одборника изабрана је на другом локалним изборима 2014. године. Већину и осам одборника има Демократска партија Малдива, а три Напредна партија Малдива. У Малеу се налази седиште председника Малдива.

## Партнерски градови
- Коломбо
- Kaohsiung City
- Џибути